# Synagoga w Lubrańcu
Synagoga w Lubrańcu – synagoga znajdująca się w Lubrańcu przy ulicy Brzeskiej 10. Jest jedną z najlepiej zachowanych synagog województwa kujawsko-pomorskiego.

## Historia
Synagoga została zbudowana w drugiej połowie XVIII w. za zgodą biskupa kujawskiego Walentego Aleksandra Czapskiego. Podczas II wojny światowej, hitlerowcy zdewastowali synagogę, następnie urządzili w niej magazyn, który znajdował się w budynku do początku lat 80. XX w. W 1984 przeprowadzono gruntowny remont synagogi, dostosowując ją do potrzeb Miejsko-Gminnego Ośrodka Kultury.
29 grudnia 2007 doszło do pożaru dachu oraz komina synagogi. Dzięki bardzo szybkiej akcji, która polegała na zalaniu komina, pożar został szybko ugaszony i nie uczynił większych szkód. Z ogniem walczyło łącznie 19 strażaków z dwóch zastępów Ochotniczej Straży Pożarnej w Lubrańcu, zastępu Ochotniczej Straży Pożarnej w Brześciu Kujawski, zastępu Ochotniczej Straży Pożarnej w Izbicy Kujawskiej oraz jednego zastępu z drabiną wysokościową Państwowej Straży Pożarnej we Włocławku.

## Architektura

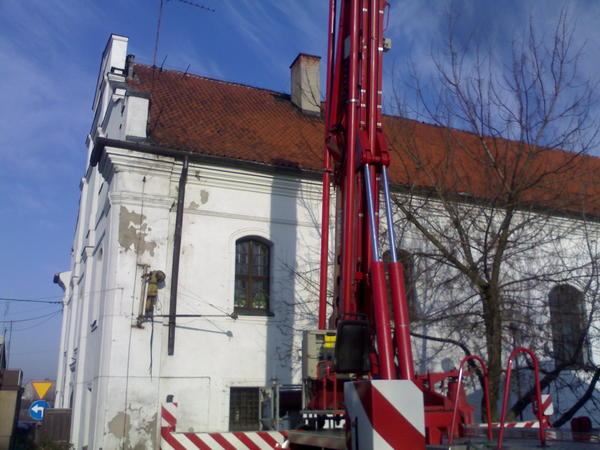
Synagoga podczas pożaru, 2007

Murowany budynek synagogi wzniesiono na planie prostokąta w stylu barokowym. Główna sala modlitewna przekryta płaskim stropem. Od zachodu poprzedza ją sień z wydzieloną izbą i schodami prowadzącymi na babiniec na piętrze. W ścianie wschodniej wnęka na Aron ha-kodesz, ujęta w malowane kanelowane pilastry. Całość przekryta dachem jednokondygnacyjnym, trójspadowym. Po remoncie w 1984 zupełnie zamalowano na biało lub skuto zachowane na niektórych ścianach fragmenty oryginalnych, barwnych polichromii. Zachował się wystrój zewnętrzny synagogi.